# Prowincja Séno
Prowincja Séno – jedna z 45 prowincji w Burkina Faso.
Ma powierzchnię prawie 7 tysięcy km². W 2006 roku mieszkało w niej prawie 265 tysięcy ludzi. W 1996 roku na jej terenach zamieszkiwało nieco ponad 200 tysięcy mieszkańców.